# Bondage Goat Zombie
Bondage Goat Zombie è il settimo album in studio del gruppo blackened death metal austriaco Belphegor, pubblicato nel 2008.

## Tracce
1. Bondage Goat Zombie – 3:59
2. Stigma Diabolicum – 5:01
3. Armageddon's Raid – 5:07
4. Justine: Soaked in Blood – 4:07
5. Sexdictator Lucifer – 3:43
6. Shred for Sathan – 3:47
7. Chronicles of Crime – 5:32
8. The Sukkubus Lustrate – 2:56
9. Der Rutenmarsch – 5:32

## Formazione
- Helmuth Lehner - voce, chitarre
- Serpenth - basso
- Florian "Torturer" Klein - batteria